# Heinrich Lübke
Heinrich Lübke (Enkhausen, 14. listopada 1894. – Bonn, 6. travnja 1972.), njemački političar (CDU).
Od 1953. do 1959. bio je ministar poljoprivrede a od 1959. do 1969. bio je 2. njemački predsjednik.

## Posjeti drugim državama
| Godina | Mjesec           | Država                                             |
| ------ | ---------------- | -------------------------------------------------- |
| 1961.  | lipanj           | Francuska                                          |
| 1961.  | srpanj           | Švicarska                                          |
| 1962.  | siječanj         | Liberija, Gvineja, Senegal                         |
| 1962.  | ožujak           | Austrija                                           |
| 1962.  | studeni/prosinac | Pakistan, Indija                                   |
| 1963.  | listopad/studeni | Iran, Indonezija, Japan, Filipini                  |
| 1964.  | travanj/svibanj  | Peru, Čile, Argentina, Brazil                      |
| 1964.  | listopad         | Etiopija                                           |
| 1966.  | veljača/ožujak   | Madagaskar, Kenija, Kamerun, Togo, Mali, Maroko    |
| 1966.  | studeni          | Meksiko                                            |
| 1967.  | ožujak           | Južna Koreja, Tajland, Malezija, Nepal, Afganistan |
| 1967.  | lipanj           | Kanada                                             |
| 1968.  | veljača          | Francuska                                          |
| 1968.  | travanj          | Tunis                                              |
| 1969.  | veljača          | Bjelokosna Obala, Niger, Čad                       |